# 배너꼬리캥거루쥐
배너꼬리캥거루쥐(Dipodomys spectabilis)는 주머니생쥐과에 속하는 설치류의 일종이다. 미국 남서부와 멕시코의 건조한 환경에서 발견되며, 낮에는 굴 속에서 지내며 밤에는 씨앗이나 식물을 찾아 먹으며 서식한다.